# Naturaleza muerta: viva la vida
Naturaleza muerta: viva la vida es un cuadro de la pintora mexicana Frida Kahlo. Fue hecha en 1954 al óleo sobre masonite de 52 x 72 cm, pertenece al género naturaleza muerta y es del estilo primitivista. Se encuentra en el Museo Frida Kahlo de la Ciudad de México.

## Descripción
La obra muestra un conjunto de sandías en una superficie oscura y fondo azulado. Algunas de las frutas se muestran completas y otras cortadas. Esta obra es comúnmente identificada como la última hecha en vida por la autora, ya que ocho días antes de su muerte le habría añadido la inscripción: 

VIVA LA VIDA

Frida Kahlo

Coyoacán 1954 - México
Frida Kahlo

Otra hipótesis como la de Salomon Grimberg[cita requerida] sugiere que esta pintura se hizo en 1952 pero recién en 1954 Frida siente la necesidad de despedirse añadiendo la inscripción previamente explicada. Según esta hipótesis, Frida habría pintado la pulpa escarlata de una sandía cortada en rodajas contra un fondo que muestra la dualidad vida/muerte, un cielo medio iluminado y medio oscuro. En 1954, Frida habría introducido su pincel en la pintura roja para escribir su nombre y "Coyoacán, 1954, México" en una de las rodajas de sandía. Entonces, en letras mayúsculas, escribió la frase cuya fuerza hace que Frida y su leyenda vivan: "VIVA LA VIDA"

## Contexto
Naturaleza muerta, también llamada "bodegón", es el nombre dado a la composición pictórica que agrupa objetos inanimados, sean cerámicas, flores, frutas o animales muertos, entre otros. Este género fue practicado por Kahlo prácticamente a todo lo largo de su vida artística, siendo fechada en 1924 la primera de ellas.

## Interpretaciones
En esta pintura se ve reflejado como a causa de los síntomas de su enfermedad, las frutas están cada vez menos definidas, con rasgos menos marcados. Los objetos que se retratan tienen sentido simbólico. Frida, en los últimos años de su vida pintó muchas naturalezas muertas; estas consistían en frutas que ella arreglaba en su mesa de noche, debido a la incapacidad de levantarse de su cama debido a su poliomielitis y su columna rota.

## Impacto en la cultura
Chris Martin, el vocalista de la banda inglesa Coldplay, en su segunda visita a México en marzo del 2007, celebró su cumpleaños número 30 y venía a promocionar su álbum X&Y. Durante su última estancia en México, una de sus paradas fue el Museo Frida Kahlo y Diego Rivera. Es aquí donde el artista conoció esta obra y decidió que el nombre de su siguiente álbum y llevó al grupo a cerrar su gira Viva la Vida en México. 

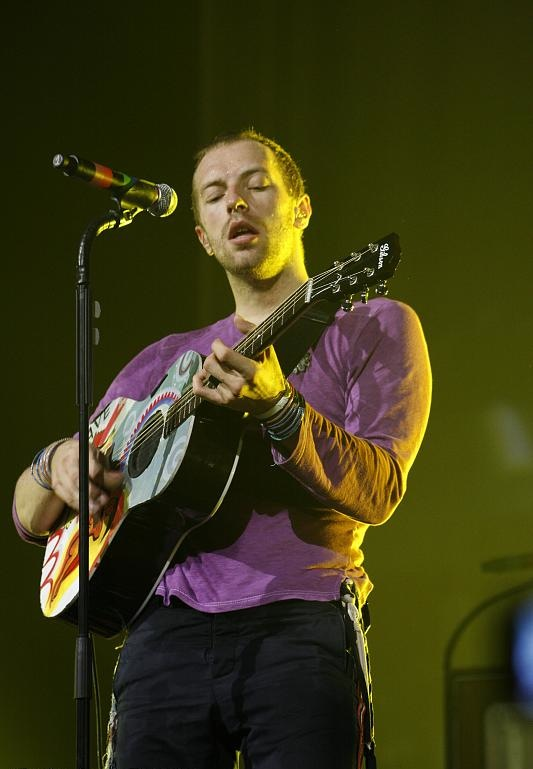
Chris Martin, vocalista de la banda inglesa, Coldplay

Cuando se le preguntó sobre el nombre del álbum, Chris Martin, explicó que se refiere a la fuerza de Frida Kahlo, que tuvo que soportar la poliomielitis, una columna vertebral rota, y una década de dolor crónico. “Ella pasó por muchas cosas, por supuesto, y luego comenzó a pintar un cuadro en su casa que decía ‘Viva la Vida’, “Me encantó la audacia de eso”